# Cerocorticium sulfureoisabellinum
Cerocorticium sulfureoisabellinum är en svampart som först beskrevs av Viktor Litschauer, och fick sitt nu gällande namn av Jülich & Stalpers 1980. Cerocorticium sulfureoisabellinum ingår i släktet Cerocorticium och familjen Meruliaceae.   Inga underarter finns listade i Catalogue of Life.